# Élections sénatoriales de 1998 en Corse-du-Sud
L'élection sénatoriale en Corse-du-Sud a eu lieu le dimanche 27 septembre 1998. 
Elle a eu pour but d'élire le sénateur représentant le département de la Corse-du-Sud pour un mandat de neuf années.

## Contexte départemental
Lors des élections sénatoriales du 24 septembre 1989 dans la Corse-du-Sud, un sénateur a été élu, Charles Ornano (CCB).
Charles Ornano est mort en 1994. Son suppléant, Louis-Ferdinand de Rocca Serra, lui succède.
Depuis, tous les effectifs du collège électoral des grands électeurs ont été renouvelés, avec les élections législatives françaises de 1997, les élections régionales françaises de 1998, les élections cantonales de 1994 et 1998 et les élections municipales françaises de 1995.

## Rappel des résultats de 1989
|                | Charles Ornano       | CCB            | 186 | 56,36  |  |  |
|                | Philippe Ceccaldi    | DVD            | 59  | 17,88  |  |  |
|                | Thomas Coggia        | DVG            | 46  | 13,94  |  |  |
|                | Paul Borelli         | PCF            | 27  | 8,18   |  |  |
|                | François Casasoprana | REG            | 12  | 3,64   |  |  |
|                |                      |                |     |        |  |  |
| Inscrits       | Inscrits             | Inscrits       | 338 | 100,00 |  |  |
| Abstentions    | Abstentions          | Abstentions    | 4   | 1,18   |  |  |
| Votants        | Votants              | Votants        | 334 | 98,82  |  |  |
| Blancs et nuls | Blancs et nuls       | Blancs et nuls | 4   | 1,18   |  |  |
| Exprimés       | Exprimés             | Exprimés       | 330 | 97,64  |  |  |

## Sénateur sortant
| Sénateur | Sénateur                       | Parti | Fonctions lors de l'élection en 1989 |
| -------- | ------------------------------ | ----- | ------------------------------------ |
|          | Louis-Ferdinand de Rocca Serra | DL    | Conseiller général, maire de Levie   |

## Présentation des candidats
Le seul représentant de la Corse-du-Sud est élu pour une législature de 9 ans au suffrage universel indirect par les 364 grands électeurs du département. 
En Corse-du-Sud, le sénateur est élu au scrutin majoritaire à deux tours.
| Candidats | Candidats                      | Parti | Principale fonction                                  |
| --------- | ------------------------------ | ----- | ---------------------------------------------------- |
|           | François Piéri                 | PRG   |                                                      |
|           | Philippe Ceccaldi              | DVD   |                                                      |
|           | Louis-Ferdinand de Rocca Serra | DL    | Sénateur sortant, conseiller général, maire de Levie |
|           | François Casanova              | FN    |                                                      |

## Résultats
| Candidat et parti politique | Candidat et parti politique    | Candidat et parti politique | Premier tour | Premier tour | Second tour | Second tour |
| Candidat et parti politique | Candidat et parti politique    | Candidat et parti politique | Voix         | %            | Voix        | %           |
| --------------------------- | ------------------------------ | --------------------------- | ------------ | ------------ | ----------- | ----------- |
|                             | Louis-Ferdinand de Rocca Serra | DL                          | 167          | 47,99        | 173         | 49,43       |
|                             | Philippe Ceccaldi              | DVD                         | 119          | 34,20        | 129         | 36,86       |
|                             | François Piéri                 | PRG                         | 62           | 17,82        | 48          | 13,71       |
|                             | François Casanova              | FN                          | 0            | 0,00         | Retrait     | Retrait     |
|                             |                                |                             |              |              |             |             |
| Inscrits                    | Inscrits                       | Inscrits                    | 364          | 100,00       | 364         | 100,00      |
| Abstentions                 | Abstentions                    | Abstentions                 | 5            | 1,37         | 8           | 2,20        |
| Votants                     | Votants                        | Votants                     | 359          | 98,63        | 356         | 97,80       |
| Blancs et nuls              | Blancs et nuls                 | Blancs et nuls              | 11           | 3,06         | 6           | 1,69        |
| Exprimés                    | Exprimés                       | Exprimés                    | 348          | 96,94        | 350         | 98,31       |